# Успенська церква (Ростов-на-Дону)
Успенська церква (рос. Успенская церковь) — православний храм, побудований у Ростові-на-Дону в 1880—1889 роках. У радянські часи храм знесено. Стояв на розі сучасної вулиці Максима Горького і Соборного провулка.

## Історія
Першу дерев'яну Успенську церкву в Ростові-на-Дону побудували  між 1764 і 1766 роками. Це був храм третього прикордонного батальйону. Він стояв у солдатському форштаті фортеці неподалік від старої Казанської церкви. 1777 року за ініціативою генерал-майора Гур'єва храм розібрали, а його матеріал використовували при ремонті Казанської церкви.
У другій половині XIX століття в Ростові вирішено звести Успенську церкву на честь 25-річчя царювання імператора Олександра II. Гроші на будівництво храму пожертвували купець Ілля Степанович Шушпанов і його син, почесний громадянин Гаврило Ілліч Шушпанов. Урочисте закладення храму відбулося 27 червня 1880 року. Будівництво храму, ймовірно, йшло під наглядом міських архітекторів В. І. Якуніна і Н. М. Соколова. Храм освячено на початку грудня 1889 року. Місце для будівництва храму обрано вельми символічно: на півдні Соборного провулка розташовувався собор Різдва Пресвятої Богородиці, а храм Успіння Пресвятої Богородиці відповідно зведено у північній частині провулка.
Успенська церква була збудована у традиціях пізнього класицизму з елементами неоросійського стилю. Храм мав п'ять куполів і двоярусну дзвіницю. Головний престол був освячений на честь Успіння Пресвятої Богородиці. Правий (південний) приділ був освячений в ім'я Архангела Гавриїла (небесного покровителя засновника храму); лівий (північний) приділ — на честь Анни Пророчиці. Інтер'єр храму прикрашали розписи, іконостас був оздоблений мозаїкою. У храмі зберігалася ікона на честь порятунку імператора Олександра III в залізничній катастрофі 17 жовтня 1888 року. 1902 року при храмі засновано церковно-парафіяльну школу.
У 1928 році влада Ростова передала Успенську церкву старообрядницькій громаді. У 1930-х роках храм був закритий і знесений. На його місці побудували житловий будинок для співробітників Ростовського державного університету. Будівля церковно-парафіяльної школи збереглася до наших днів у значно перебудованому вигляді.
2012 року під час робіт із реконструкції вулиці Максима Горького на місці колишнього кладовища Успенської церкви виявлено два поховання. За одним із припущень, останки можуть належати засновнику храму Гавриїлу Іллічу Шушпанову і його дружині.